# Thyborøn-Harboøre Kommune
Thyborøn-Harboøre Kommune i Ringkøbing Amt blev dannet ved kommunalreformen i 1970. Ved strukturreformen i 2007 blev den indlemmet i Lemvig Kommune.

## Tidligere kommuner
I 1954 opgav man planen om at lukke Thyborøn Kanal, der var opstået i 1860'erne, eller erstatte den med en sluse. Så der var udsigt til at der permanent ville være 1 km vand mellem Agger Tange og Harboøre Tange. Derfor blev Thyborøn Kommune og sogn oprettet syd for kanalen og udskilt fra Vestervig-Agger Kommune nord for kanalen.
Ved kommunalreformen blev Thyborøn-Harboøre Kommune dannet af 2 sognekommuner: Thyborøn med byen Thyborøn og Harboøre-Engbjerg med byen Harboøre. De to sognekommuner havde hhv. 2.403 og 2.229, tilsammen 4.632 indbyggere pr. 1. januar 1970.

## Sogne
Thyborøn-Harboøre Kommune bestod af følgende sogne, alle fra Vandfuld Herred:
- Engbjerg Sogn
- Harboøre Sogn
- Thyborøn Sogn

## Valgresultater
| 4 | 9 |

| 9 | 4 |

| 5 | 8 |

| 10 | 3 |

| 5 | 2 | 6 |

| 9 | 4 |

## Borgmestre[2]
| Navn          | Parti      | Periode   |
| ------------- | ---------- | --------- |
| Lars Lyng     | Lokalliste | 1970-1982 |
| Laust Nees    | Lokalliste | 1982-1995 |
| Viola Bro     | Lokalliste | 1994-2002 |
| Erik Flyvholm | Venstre    | 2002-2006 |

## Rådhus
Thyborøn-Harboøre Kommunes rådhus lå på Ærøvej 3 i Thyborøn, men det er revet ned.